# Stationsstraat (Emmen)
De Stationsstraat is een straat in Emmen in de provincie Drenthe.
Opvallend aan de Stationsstraat is vooral rijksmonument 510955, oftewel de voormalige Rijkslandbouw Winterschool, die gebouwd is in 1917. Verder zijn er diverse horecagelegenheden gelegen aan de straat, evenals particuliere woningen, winkels en een ggz-instelling.